# تپه روس
تپه روس مربوط به دوران‌های تاریخی پس از اسلام است و در شهرستان آبیک، روستای محمودیان واقع شده و این اثر در تاریخ ۱۷ اسفند ۱۳۸۱ با شمارهٔ ثبت ۷۵۵۹ به‌عنوان یکی از آثار ملی ایران به ثبت رسیده است.